# قشلاق حاج دولت سواد
قشلاق حاج دولت سواد یک منطقهٔ مسکونی در ایران است که در بخش اسلام‌آباد واقع شده‌است. قشلاق حاج دولت سواد ۳۰ نفر جمعیت دارد.